# Elixiaceae
Elixiaceae es una familia de hongos del orden Umbilicariales. Contiene dos géneros, Meridianelia, y el género tipo, Elixia, que juntos tienen un total de tres especies. La familia fue circunscrita por el liquenólogo Helge Thorsten Lumbsch en 1997. El apellido honra al liquenólogo australiano John Alan Elix.